# Liste der Kreisstraßen im Landkreis Unterallgäu
Die Liste der Kreisstraßen im Landkreis Unterallgäu ist eine Auflistung der Kreisstraßen im bayerischen Landkreis Unterallgäu mit deren Verlauf.

## Abkürzungen
- A: Kreisstraße im Landkreis Augsburg
- GZ: Kreisstraße im Landkreis Günzburg
- K: Kreisstraße in Baden-Württemberg
- MM: Kreisstraße in der kreisfreien Stadt Memmingen
- MN: Kreisstraße im Landkreis Unterallgäu
- NU: Kreisstraße im Landkreis Neu-Ulm
- OA: Kreisstraße im Landkreis Oberallgäu
- OAL: Kreisstraße im Landkreis Ostallgäu
- St: Staatsstraße in Bayern

## Liste
Nicht vorhandene bzw. nicht nachgewiesene Kreisstraßen werden in Kursivdruck gekennzeichnet, ebenso Straßen und Straßenabschnitte, die unabhängig vom Grund (Herabstufung zu einer Gemeindestraße oder Höherstufung) keine Kreisstraßen mehr sind.
Der Straßenverlauf wird in der Regel von Nord nach Süd und von West nach Ost angegeben.
| Nr. MN | Verlauf |
| ------ | --- |
| MN 1   | St 2015 – Bad Wörishofen-Schlingen – Kreisgrenze – (OAL 13 im Landkreis Ostallgäu) |
| MN 2   | in Salgen-Hausen – MN 6 in Tussenhausen-Mattsies – MN 23 in Rammingen-Unterrammingen – MN 23 in Rammingen-Oberrammingen – St 2015 in Türkheim – (Abzweig zur St 2015 in Türkheim) – Amberg – Kreisgrenze – (OAL 19 im Landkreis Ostallgäu) |
| MN 3   | St 2027 in Eppishausen-Könghausen – Eppishausen – St 2025 in Kirchheim i. Schw.-Spöck – St 2025 in Eppishausen-Mörgen – MN 11 in Eppishausen-Mörgen – Salgen-Bronnen – Salgen – St 2026 in Salgen-Viehweidhof |
| MN 4   | St 2013 in Stetten-Erisried – Stetten-Gronau – Apfeltrach-Saulengrain – MN 5 in Dirlewang – Dirlewang-Altensteig – MN 25 in Bad Wörishofen-Dorschhausen – Bad Wörishofen-Kirchdorf – St 2518 |
| MN 5   | MN 4 in Dirlewang – MN 28 in Unteregg-Bei der Kohlstatt – Unteregg-Am Steigerl – MN 28 in Unteregg-Oberegg – Unteregg-Schottermühle – Kreisgrenze – (OAL 11 im Landkreis Ostallgäu) |
| MN 6   | in Mindelheim-Nassenbeuren – Mindelheim-Morau – MN 2 in Tussenhausen-Mattsies – St 2025 in Tussenhausen – Ettringen-Felderhof – MN 9 in Ettringen – MN 30/St 2015 in Ettringen-Ostettringen |
| MN 7   | – MN 12 in Kirchheim i. Schw.-Hasberg – St 2037 in Kirchheim i. Schw. – St 2025 in Kirchheim i. Schw. |
| MN 8   | /St 2017 in Babenhausen – Oberschönegg-Weinried – MN 32 in Oberschönegg – Oberschönegg-Dietershofen b. Babenhausen – Oberschönegg-Märxle – Breitenbrunn-Straßbauer – Breitenbrunn-Bedernau – St 2037 in Oberrieden-Unterrieden |
| MN 9   | St 2026 in Markt Wald – Markt Wald-Schnerzhofen – MN 36 in Ettringen-Siebnach – MN 6 in Ettringen – St 2015 in Ettringen |
| MN 10  | St 2015 in Türkheim-Türkheim-Bahnhof – Türkheim-Zollhaus (Unterirsingen) – Wiedergeltingen – Wiedergeltingen-Galgen – Kreisgrenze – (OAL 18 im Landkreis Ostallgäu) |
| MN 11  | in Pfaffenhausen-Schöneberg – MN 12 in Pfaffenhausen-Schöneberg – St 2037 – Salgen-Bronnen – MN 3 in Eppishausen-Mörgen |
| MN 12  | (GZ 8 im Landkreis Günzburg) – Kreisgrenze – MN 7 in Kirchheim i. Schw.-Hasberg – Breitenbrunn-Oberberghöfe – Breitenbrunn-Unterberghöfe – MN 11 in Pfaffenhausen-Schöneberg |
| MN 13  | St 2020 in Lauben – MN 32 – Erkheim-Lerchenberg – MN 37 in Erkheim |
| MN 14  | (K 7580 im Landkreis Biberach, Baden-Württemberg) – Landesgrenze – St 2031 in Fellheim – Boos-Grenzhof – in Boos |
| MN 15  | (MM 15 in Memmingen) – Kreisgrenze – /St 2009 – Trunkelsberg-Geishof – Trunkelsberg – Holzgünz-Schwaighausen – MN 26 in Holzgünz |
| MN 16  | MN 32 in Westerheim-Unterwesterheim – MN 17/St 2020 in Ungerhausen-Ungerhausen-Bahnhof – MN 17 in Ungerhausen – Hawangen – St 2013 – Hawangen-Untermoosbach/Lachen-Untermoosbach – Hawangen-Moosbach/Lachen-Moosbach – Lachen – MN 18 in Lachen-Albishofen |
| MN 17  | (MM 17 in Memmingen) – Kreisgrenze – (Abzweig zur Memmingerberg-Künersberg – Kreisgrenze – (MM 17 in Memmingen)) – Memmingerberg-Künersberg – MN 16 in Ungerhausen – MN 16/St 2020 in Ungerhausen-Ungerhausen-Bahnhof |
| MN 18  | (MM 18 in Memmingen) – Kreisgrenze – Benningen – (Abzweig zur St 2013 in Benningen) – Benningen-Auf der Kutte – Lachen-Herbishofen – MN 16 in Lachen-Albishofen – Lachen-Goßmannshofen – Wolfertschwenden-Dietratried – Wolfertschwenden-Niederdorf – MN 22 in Wolfertschwenden – MN 19 – Wolfertschwenden-Karlins – Ottobeuren-Leupolz – Ottobeuren-Haitzen – St 2013 in Ottobeuren                                                                                                |
| MN 19  | (MM 19 in Memmingen) – Kreisgrenze – Woringen-Untere Einöde – MN 22 in Woringen – Woringen-Holzmühle – Bad Grönenbach-Koppenloh – Bad Grönenbach-Dießlings – Bad Grönenbach-Zell – Bad Grönenbach-Frauenkau – Bad Grönenbach-Ölmühle – Bad Grönenbach-Untermühle – Bad Grönenbach-Klevers – MN 21 in Bad Grönenbach – /MN 35 in Bad Grönenbach-Thal/Wolfertschwenden – MN 22 in Wolfertschwenden – MN 18 – Böhen-Westenried – Böhen – St 2011 in Böhen-Oberwaldmühle                |
| MN 20  | St 2009 in Lautrach-Illermühle/Lautrach-Neuwelt – Kronburg-Illerbeuren – Kronburg-Greuth – Kronburg-Hurren – Kreisgrenze – (MM 20 in Memmingen) |
| MN 21  | (K 7914 im Landkreis Ravensburg, Baden-Württemberg) – Landesgrenze – Legau-Greiters – Legau-Entenmoos – Legau-Lausers am Moos – Legau-Hofstatt – St 2009 in Legau – MN 34 in Legau – Legau-Lehenbühl – Legau-Haid – Legau-Ehrensberg – Legau-Holztheis – Legau-Moos – Legau-Unterau – Bad Grönenbach-Au – Bad Grönenbach-Rothenstein – MN 19 in Bad Grönenbach – MN 24 in Bad Grönenbach                                                                                            |
| MN 22  | MN 19 in Woringen – Bad Grönenbach-Darast/Woringen-Darast – Bad Grönenbach-Zeller Einöde – Wolfertschwenden-Die Einöden – MN 35 in Wolfertschwenden – MN 18 in Wolfertschwenden – MN 19 in Wolfertschwenden – Wolfertschwenden-Am Honorius – Bad Grönenbach-Falken – Bad Grönenbach-Streifen – Bad Grönenbach-Ittelsburg – Bad Grönenbach-Vordergsäng – Bad Grönenbach-Schwenden – Bad Grönenbach-Niederholz – Kreisgrenze – (OA 19 im Landkreis Oberallgäu)                        |
| MN 23  | St 2027 in Eppishausen-Könghausen – Eppishausen-Klenkerhof – Kreisgrenze – (A 10 im Landkreis Augsburg) – Landkreisgrenze – Markt Wald-Immelstetten – Markt Wald-Bürgle – St 2026 in Markt Wald – St 2026 in Markt Wald-Ziegelei – St 2025 in Tussenhausen – MN 2 in Rammingen-Unterrammingen – MN 2 in Rammingen-Oberrammingen – Bad Wörishofen-Allgäu Skyline Park/Rammingen-Allgäu Skyline Park – St 2518 in Bad Wörishofen-Im Hartfeld – St 2015 in Bad Wörishofen-Unteres Hart |
| MN 24  | MN 21 in Bad Grönenbach – Bad Grönenbach-Kornhofen – Bad Grönenbach-Herbisried – Bad Grönenbach-Gmeinschwenden – Bad Grönenbach-Hueb – Kreisgrenze – (OA 21 im Landkreis Oberallgäu) |
| MN 25  | St 2037 in Oberrieden-Mittelrieden – Oberrieden-Ohnsang – Mindelheim-Doldenhausen – Mindelheim-Westernach – St 2518 in Mindelheim – in Mindelheim – Mindelheim-Mindelau – Mindelheim-Jägersruh – MN 4 in Bad Wörishofen-Dorschhausen |
| MN 26  | in Niederrieden – Niederrieden-Brucktoni – Landkreisgrenze – (MM 26 in Memmingen) – Kreisgrenze – Holzgünz-Unterhart – MN 15 in Holzgünz |
| MN 27  | (NU 5 im Landkreis Neu-Ulm) – Kreisgrenze – in Kettershausen |
| MN 28  | St 2013 in Markt Rettenbach – Markt Rettenbach-Rotmoos – Markt Rettenbach-Windenberg – Markt Rettenbach-Vorderbuchenbrunn – Markt Rettenbach-Buchenbrunn – Markt Rettenbach-Hinterbuchenbrunn – MN 5 in Unteregg-Oberegg – MN 5 in Unteregg-Bei der Kohlstatt – Unteregg-Facklermühle – Unteregg-Warmisried – Kreisgrenze – (OAL 3 im Landkreis Ostallgäu) |
| MN 29  | St 2015 in Bad Wörishofen-Gartenstadt – Bad Wörishofen-Stockheim – Kreisgrenze – (OAL 17 im Landkreis Ostallgäu) |
| MN 30  | MN 6/St 2015 in Ettringen-Ostettringen – Kreisgrenze – (A 7 im Landkreis Augsburg) |
| MN 31  | St 2011 in Ottobeuren-Eldern – Ottobeuren-Boschach – Ottobeuren-Oberhaslach – Ottobeuren-Willer – Ottobeuren-Ollarzried – Ottobeuren-Neuvogelsang – Kreisgrenze – (OAL 5 im Landkreis Ostallgäu) |
| MN 32  | MN 8 in Oberschönegg – Egg a. d. Günz-Inneberg – Lauben-Betzenhausen – Lauben-Frickenhausen – Erkheim-Moosmühle – MN 13 – Westerheim-Günz – MN 16 in Westerheim-Unterwesterheim – St 2011 – St 2011 in Sontheim-Attenhausen – Markt Rettenbach-Frechenrieden – Markt Rettenbach-Altisried – Markt Rettenbach-Gottenau – St 2012/St 2013 in Markt Rettenbach |
| MN 33  | (MM 33 in Memmingen) – Kreisgrenze – Buxheim – Kreisgrenze – (MM 33 in Memmingen) |
| MN 34  | St 2009 in Legau – MN 21 in Legau – Legau-Straß – Legau-Roßschenkels – Legau-Hohmanns – Legau-Felben – Kreisgrenze – (OA 32 im Landkreis Oberallgäu) |
| MN 35  | MN 22 in Wolfertschwenden – /MN 19 in Bad Grönenbach-Thal |
| MN 36  | MN 9 in Ettringen-Siebnach – Ettringen-Biohof Scharnagl – St 2015 |
| MN 37  | /St 2011 in Erkheim – MN 13 in Erkheim – Erkheim-Dankelsried – St 2037/St 2518 in Kammlach-Oberkammlach |